# Bilal Zuani
Bilal Zuani –en árabe, بلال زواني– (nacido el 25 de julio de 1986) es un deportista argelino que compitió en judo. Ganó dos medallas en los Juegos Panafricanos en los años 2011 y 2015, y cuatro medallas en el Campeonato Africano de Judo entre los años 2012 y 2015.

## Palmarés internacional
| Juegos Panafricanos | Juegos Panafricanos               | Juegos Panafricanos | Juegos Panafricanos |
| Año                 | Lugar                             | Medalla             | Categoría           |
| ------------------- | --------------------------------- | ------------------- | ------------------- |
| 2011                | Maputo (Mozambique)               | Medalla de bronce   | +100 kg             |
| 2015                | Brazzaville (República del Congo) | Medalla de plata    | +100 kg             |
| Campeonato Africano |                                   |                     |                     |
| Año                 | Lugar                             | Medalla             | Categoría           |
| 2012                | Agadir (Marruecos)                | Medalla de bronce   | Abierta             |
| 2013                | Maputo (Mozambique)               | Medalla de bronce   | Abierta             |
| 2014                | Puerto Louis (Mauricio)           | Medalla de bronce   | +100 kg             |
| 2015                | Libreville (Gabón)                | Medalla de bronce   | +100 kg             |